# Aviazione ausiliaria per la Marina
L'Aviazione ausiliaria per la Regia Marina (MARINAVIA) fu una delle componenti dell'aviazione militare italiana dal 1931 al 1943, utilizzata principalmente per la ricognizione marittima.

## Storia

### L'aviazione per la Regia Marina
Quando nel 1923 il Servizio Aeronautico dell'Esercito fu soppresso, per costituire la Regia Aeronautica, la Forza Aerea della Regia Marina, costituita nel 1913 come Servizio Aeronautico della Regia Marina, mantenne inizialmente la sua autonomia.
Con il regio decreto del 4 maggio 1925 n.627 che definì ulteriormente la struttura della Regia Aeronautica, l'"Aeronautica per la Regia Marina" era composta da 35 squadriglie su 9 gruppi e 4 stormi, e con 6 dirigibili in 2 gruppi in uno Stormo.
Con la legge n° 38 del 1931 che ridefinì i compiti e la struttura dell'aviazione per la Regia Marina, intanto la Forza aerea della Regia Marina venne messa sotto le dipendenze di un generale della Regia Aeronautica, con gli ufficiali piloti della Regia Marina chiamati a svolgere funzioni di "osservatore" dall'aeroplano e responsabili delle missioni. 

### L'Aviazione ausiliaria per la Marina
Funzioni che continueranno a svolgere anche quando una legge del 1937 assegnò definitivamente alla Regia Aeronautica tutti i velivoli aerei militari.
L'Aviazione ausiliaria per la Marina divenne una delle tre specialità della Regia Aeronautica e lo restò fino al settembre 1943. Si occupava principalmente di ricognizione marittima. Inoltre vi erano delle sezioni di ricognitori imbarcati sulle navi della marina.
Il "Comando superiore dell'aviazione per la Regia Marina", abbreviativo MARINAVIA, fu creato nel 1939 in seno a Supermarina, per assicurare una più stretta collaborazione tra le due armi, e comandato da un generale dell'Aeronautica.
Dal 1º gennaio 1942 era comandata da Alberto Briganti e dal 6 febbraio 1943 dal Generale di Brigata Aerea Ruggero Bonomi fino all'8 settembre successivo.

### Nel 1940
L'ordine di battaglia al 10 giugno del 1940 dell'Aviazione ausiliaria per la Regia Marina agli ordini del Gen. B.A. Francesco Marini era in seguente:
Comando Dipartimento marittimo Alto Adriatico
- 4ª Sezione Autonoma Costiera, 4 CANT Z.501 (Pola)

Comando dipartimento marittimo Ionio e Basso Adriatico (Col. Giuseppe Marini, Arsenale militare marittimo di Taranto)
- 142ª Squadriglia Autonoma Ricognizione Marittima, 6 CANT Z.501 (Taranto)
- 145ª Squadriglia Autonoma Ricognizione Marittima, 6 CANT Z.501 (Idroscalo di Brindisi)
- 171ª Squadriglia Autonoma Ricognizione Marittima, 6 CANT Z.501 (Brindisi)
- 231ª Squadriglia Autonoma Ricognizione Marittima, 4 CANT Z.506 (Brindisi)
- 3ª Sezione Autonoma Costiera, 4 CANT Z.501 (Taranto)[2]

Comando dipartimento marittimo Alto Tirreno (Col. Emanuele Moscone, La Spezia)
- 141ª Squadriglia/79º Gruppo Ricognizione Marittima, 4 CANT Z.501 (Cadimare)
- 187ª Squadriglia/79º Gruppo Ricognizione Marittima, 3 CANT Z.501 (Cadimare)
- 1ª Sezione Autonoma Costiera, 4 CANT Z.501 (Cadimare)

Comando dipartimento marittimo Basso Tirreno (Ten. Col. Corradino Corrado, Napoli)
- 182ª Squadriglia Autonoma Ricognizione Marittima , CANT Z.501 (Nisida)
- 148ª Squadriglia Autonoma Ricognizione Marittima , 7 CANT Z.501 (Aeroporto di Bracciano-Vigna di Valle)

Comando militare marittimo Sardegna
- 143ª Squadriglia/85º Gruppo Ricognizione Marittima (Aeroporto di Cagliari-Elmas, 4 CZ 501)
- 183ª Squadriglia/85º Gruppo Ricognizione Marittima (Cagliari-Elmas, 5 CZ 501)
- 188ª Squadriglia/85º Gruppo Ricognizione Marittima (Cagliari-Elmas, 5 CZ 501)
- 199ª Squadriglia Autonoma Ricognizione Marittima, 7 CANT Z.506 (Santa Giusta)
- 5ª Sezione Autonoma Costiera, 4 CANT Z.501 (Aeroporto di Olbia-Venafiorita)[2]

Comando militare marittimo Sicilia (Ten. Col. Fernando Accardo, Messina)
- 83º Gruppo Ricognizione Marittima (poi 83º Centro C/SAR)
- 170ª Squadriglia Autonoma Ricognizione Marittima, 7 CANT Z.506 (Arsenale Militare Marittimo di Augusta)
- 184ª Squadriglia ricognizione, 7 CANT Z.501 (Augusta)
- 186ª Squadriglia ricognizione, 7 CANT Z.501 (Augusta)
- 189ª Squadriglia ricognizione, 7 CANT Z.501 (Idroscalo di Siracusa)
- 144ª Squadriglia Autonoma Ricognizione Marittima, 6 CANT Z.501 (Stagnone, Marsala)
- Sezione Autonoma Soccorso Aereo (Trapani-Marsala, 3 CZ 506)
- 196ª Squadriglia Autonoma Ricognizione Marittima fino a fine 1941 e 143ªRicognizione Marittima Lontana nel 1942, 6 CANT Z.501 (idroscalo di Menelao del Golfo di Bomba, Cirenaica) poi nel Comando Superiore Marina "Libia"[2]

Comando navale Albania
- 288ª Squadriglia ricognizione, CANT Z.501bis (Brindisi)

Comando militare marittimo isole italiane dell'Egeo
- 84º Gruppo ricognizione (poi 84º Centro C/SAR)
- 147ª Squadriglia ricognizione, 6 CANT Z.501 Leros
- 185ª Squadriglia ricognizione, 6 CANT Z.501 (Leros)[2]
- Sezione Autonoma Ricognizione Strategica, 2 CANT Z.506 (Aeroporto di Rodi-Marizza)

I Squadra Navale  (Taranto)
- Navi da battaglia "Littorio (nave da battaglia)", "Vittorio Veneto (nave da battaglia)" (6 IMAM Ro.43)
- Incrociatori pesanti "Zara (incrociatore)", "Gorizia (incrociatore)", "Fiume (incrociatore)" (6 RO 43)
- Incrociatori leggeri "Luigi di Savoia Duca degli Abruzzi (incrociatore)", "Giuseppe Garibaldi (incrociatore 1936)" (4 RO 43)
- Incrociatori leggeri "Armando Diaz (incrociatore)", "Luigi Cadorna (incrociatore)", "Alberico da Barbiano (incrociatore)", "Alberto di Giussano (incrociatore)" (8 RO 43)

II Squadra Navale  (La Spezia)
- Incrociatori pesanti "Pola (incrociatore)", "Trento (incrociatore)", "Trieste (incrociatore)", "Bolzano (incrociatore)" (8 RO 43)
- Incrociatori leggeri "Eugenio di Savoia (incrociatore)", "Emanuele Filiberto Duca d'Aosta (incrociatore)", "Muzio Attendolo (incrociatore)", "Raimondo Montecuccoli (incrociatore)" (8 RO 43)
- Incrociatori leggeri "Giovanni delle Bande Nere (incrociatore)", "Bartolomeo Colleoni (incrociatore)" (4 RO 43)

### Ufficio dell'Ispettore dell'Aviazione per la Marina
Nel dopoguerra con la Legge N. 968 del 7 ottobre 1957 veniva creata l'Aviazione Antisommergibili, per molti versi unica dal punto di vista organico anche rispetto ad altri paesi stranieri. Con tale provvedimento l'assegnazione dei velivoli veniva affidata all'Aeronautica Militare che si assunseva l'intera responsabilità logistica, finanziaria e la manutentenzione dei velivoli da pattugliamento marittimo, mentre alla Marina Militare veniva attribuita la responsabilità del loro impiego operativo. 
Con tale legge venne inoltre costituito l'Ufficio dell'Ispettore dell'Aviazione per la Marina, posto alle dirette dipendenze del Capo di Stato Maggiore dell'Aeronautica, retto da un Generale pilota dell'Aeronautica Militare. L'Ufficio conduce attività di coordinamento tra le due Forze Armate per tutte le attività relative all'impiego, all'addestramento ed alle funzioni tecnico/logistiche della Componente.